# Jean-Pierre Doumerc

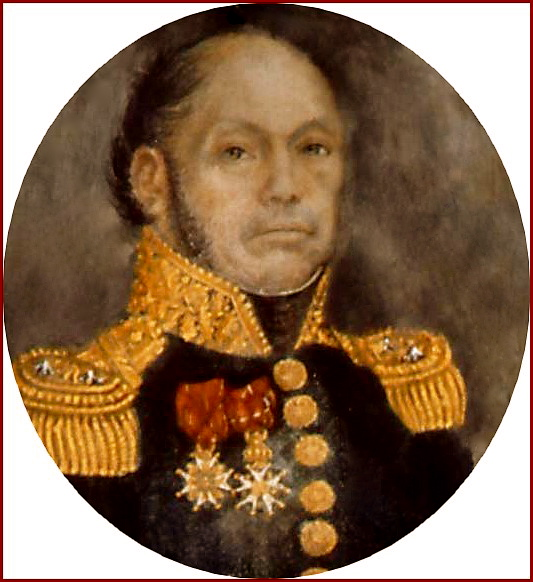
Porträt des Generals

Jean-Pierre Doumerc (* 7. Oktober 1767 in Montauban, Département Tarn-et-Garonne; † 29. März 1847 in Paris) war ein französischer Kavalleriegeneral.

## Leben und Wirken
Begeistert von den Ideen der Revolution meldete sich Doumerc im Sommer 1789 zur Kavallerie. Er machte sehr schnell Karriere und wurde in den Revolutionskriegen mehrfach ausgezeichnet. Bereits 1804 führte er im Rang eines Chef de brigade das 9e régiment de cuirassiers. Als solcher kämpfte er unter Befehl von Champion de Nansoutys bei Austerlitz (2. Dezember 1805). am 31. Dezember 1806 wurde er zum Général de brigade befördert und führte ein Kommando in der Schlacht bei Friedland und der Schlacht bei Abensberg.
Doumerc nahm u. a. an den Schlachten bei Landshut (21. April 1809), Aspern (21./22. Mai 1809) und Wagram (5./6. Juli 1809) teil. Am 30. November 1811 wurde er zum Général de division befördert.
Als Napoleon Bonaparte 1812 seine Invasion nach Russland plante, kam Doumerc in den Stab von Marschall Emmanuel de Grouchy. Unter dessen Befehl kämpfte Doumerc vor Kjlastizy (28./29. Juli 1812), Polozk (18./20. Oktober 1812), Borodino (7. September 1812) und Krasnoje (15./18. November 1812). An der Beresina gehörte Doumerc mit seinem Kommando zu den letzten, die über den Fluss kamen.
Im Rang eines Generals nahm Doumerc am sechsten Koalitionskrieg teil und kämpfte bei Großgörschen (2. Mai 1813), Bautzen (20./21. Mai 1813) und Dresden (26./27. August 1813). In letzter wurde er leicht verwundet, stand aber bereits in der Völkerschlacht bei Leipzig (16./19. Oktober 1813) und bei Hanau (30./31. Oktober 1813) wieder auf seinem Posten.
Im darauffolgenden Jahr kämpfte Doumerc vor La Rothière (1. Februar 1814) und Champaubert (10. Februar 1814). An der Schlacht bei Paris (30. März 1814) nahm Doumerc nicht teil und schloss sich nach Napoleons Abdikation und dem Vertrag von Fontainebleau (11. April 1814) König Ludwig XVIII. an.
Unter diesem war er Mitglied im Sénat, wurde im Juni vom König zum Chevalier des  Ordre royal et militaire de Saint-Louis ernannt und bekam als „Inspecteur général“ die Aufsicht über die 9., 10. und 11. Division übertragen. Den Orden eines Grand Officier de la Légion d’honneur bekam er am 17. Januar 1815 verliehen. 

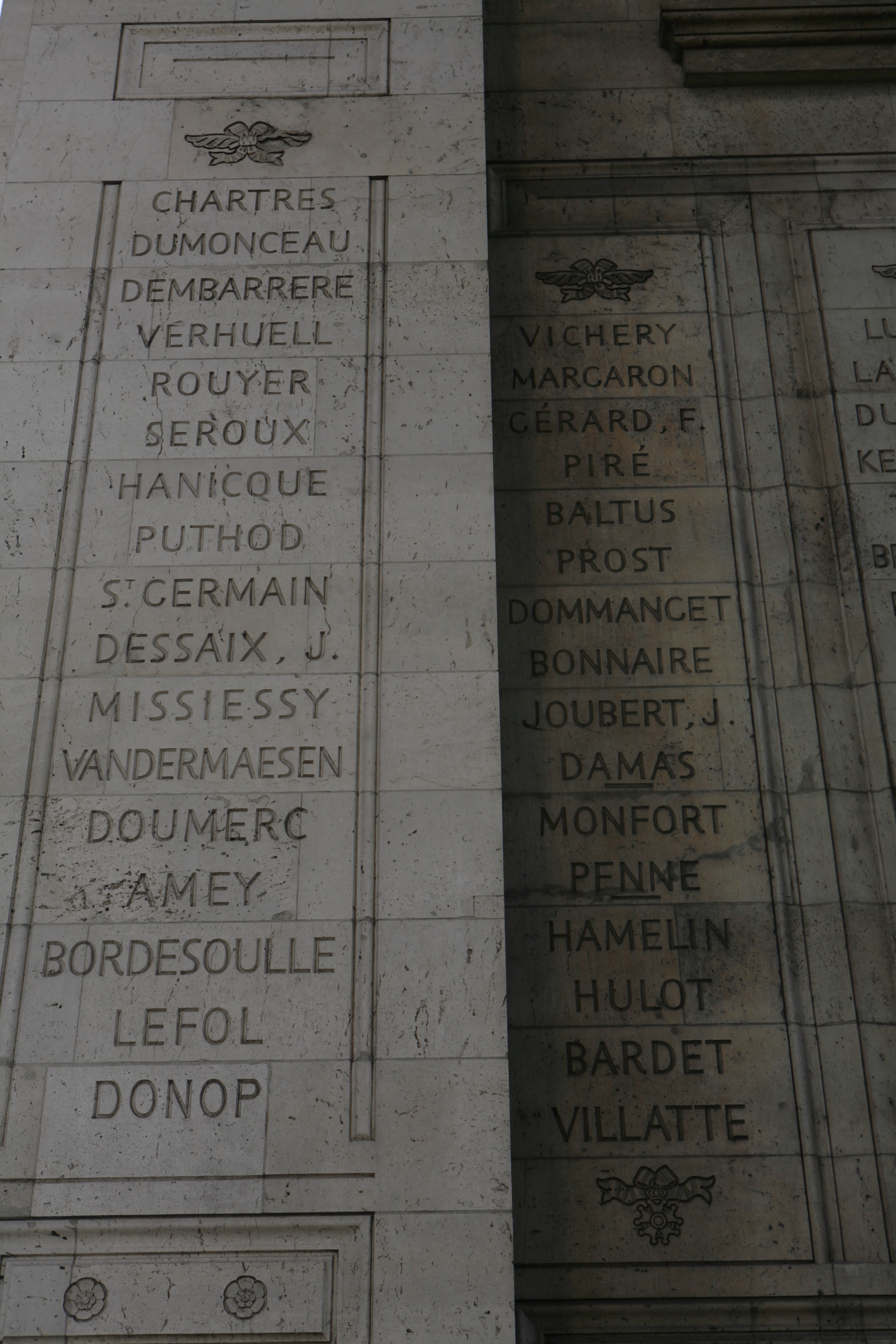
Westlicher Pfeiler des Arc de triomphe 1. und 2. Kolonne.

Während Napoleons Herrschaft der Hundert Tage wechselte General Doumerc wieder zu Kaiser Napoleon und kämpfte an dessen Seite in der Schlacht bei Waterloo (18. Juni  1815). Nach der endgültigen Niederlage Napoleons kehrte Doumerc nach Paris zurück und blieb für einige Zeit ohne jegliches Kommando. Obwohl es Doumerc nicht an Ergebenheitsadressen an das Haus Bourbon fehlen ließ, blieb er auf Halbsold und ohne Kommando. Erst nach der Julirevolution von 1830 bestätigte König Louis-Philippe I. Doumerc seinen Rang und verschaffte ihm wieder ein Kommando.
Am 4. Mai 1832 wurde ihm vom König der Orden eines Grand’croix de la Légion d’honneur verliehen.
Sein Name ist in der 1. und 2. Kolonne auf dem westlichen Pfeiler (Nordseite) des Arc de Triomphe de l’Étoile eingraviert.

## Ehrungen
- 1803 Ritter der Ehrenlegion
- 1804 Offizier der Ehrenlegion
- 1805 Kommandeur der Ehrenlegion
- 1808 baron de l’Émpire
- 1815 Großoffizier der Ehrenlegion
- 1832 Großkreuz der Ehrenlegion
- Ordre royal et militaire de Saint-Louis